# Султан-Махмуд Мірза
Султан-Махмуд Мірза (1453 — 1495) — емір Мавераннахра в 1494—1495 роках.

## Життєпис
Походив з династії Тимуридів. Третій син Султан Абу-Саїда, еміра Мавераннахра і Хорасану. Народився у 1453 році в Самарканді. У 1459 році був номінальним намісником Астрабаду. У 1469 році після смерті батька отримав місто Гісар. Проте вже у 1470 році повстав проти старшого брата Султан-Ахмед Мірзи, якого оголошено новим еміром. Султан-Махмуда підтримав інший брат Омар-шейх II. Проте за посередництва духівництва було укладено мирний договір між братами, за яким Султан-Махмуд до Гісару додав в керування Термез з областю.
Відзначався в управлінні своїми міста жорстокістю та здирництвом. У 1479 році виступив проти свого брата Абу-Бекра Мірзи, завдавши тому поразки, в результаті чого приєднав до своїх володінь Бадахшан, кундух та Хутталан, Каган'ян (область на південь від Самарканду, в долині річки Амудар'я). Відомо, що здійснив 2 походи до Кафірістану.
У 1494 році після смерті брата Султан-Ахмеда Мірзи став новим правителем Самарканда і Бухари. Втім панував недовго. Помер у 1495 році в Самарканді. Йому спадкував син Султан-Байсонкур Мірза.